# Смирницкая, Наталья Васильевна
Ната́лья Васи́льевна Смирни́цкая (урождённая Дя́тлова; 8 сентября 1927, Владикавказ, Северо-Кавказский край — 7 января 2004, Санкт-Петербург) — советская легкоатлетка.
Заслуженный мастер спорта СССР (1954). Выступала за Ленинград — спортивное общество «Зенит».
Чемпионка Европы 1950 года в метании копья. Установила 2 мировых рекорда (1949). 2-кратная чемпионка СССР (1949—1950); результата, с которым она стала серебряным призёром чемпионата СССР 1948 года (47,17 м), было бы достаточно для завоевания золотой медали Олимпийских игр 1948 года, где победила Хермине Баума (45,57 м).

## Биография
Во время войны Наташу Дятлову увидел в Пятигорске находившийся там в эвакуации известный спортсмен (а позднее — знаменитый тренер) Виктор Алексеев. После войны она переехала в Ленинград и начала регулярные тренировки под руководством Алексеева.
Первого успеха к Дятлова добилась в 1947 году, проиграв на чемпионате СССР только Клавдии Маючей; на следующей год она опередила Маючую, но уступила Александре Чудиной. В 1949—1950 годах, выступая уже под фамилией Смирницкая, она была сильнейшей в мире: установила 2 мировых рекорда (1949, рекорд был побит в 1954 году Надеждой Коняевой), выиграла все официальные старты; в эти годы её основной соперницей была Галина Зыбина. В 1951 году главные старты выиграла Вера Набокова.
Большую часть сезона 1952 года Наталья пропустила из-за рождения ребёнка; вернувшись в большой спорт в начале 1953 года, она не смогла выйти на прежний уровень результатов (она уже не попадала в десятку лидеров сезона в мире, в которую входила в 1947—1952 годах) и в 1955 году покинула большой спорт.
После окончания спортивной карьеры Смирницкая, окончившая ГДОИФК имени П. Ф. Лесгафта, в 1955—1965 годах работала тренером легкоатлетической школы «Зенит», затем — учителем физкультуры в средней школе.
Умерла 7 января 2004 года. Похоронена на Серафимовском кладбище.

## Спортивные достижения
|       | Метание копья | Метание копья |
| Место | Результат     |               |
| ----- | ------------- | ------------- |
| 1950  | чемпионка     | 47,55 м       |

|       | Метание копья | Метание копья |
| Место | Результат     |               |
| ----- | ------------- | ------------- |
| 1949  | чемпионка     | 51,10 м       |
| 1951  | 3-е место     | 41,89 м       |

|       | Метание копья | Метание копья |
| Место | Результат     |               |
| ----- | ------------- | ------------- |
| 1947  | 2-е место     | 46,07 м       |
| 1948  | 2-е место     | 47,17 м       |
| 1949  | чемпионка     | 49,99 м       |
| 1950  | чемпионка     | 50,98 м       |
| 1951  | 2-е место     | 49,08 м       |

Рекорды мира
```
метание копья      49,59            25.07.1949   
Москва
     Результат уступал рекорду СССР 
Клавдии Маючей
 (50,32 м).
                   53,41             5.08.1949   
Москва
```

### Спортивные результаты
- Лёгкая атлетика. Справочник / Составитель Р. В. Орлов. — М.: «Физкультура и спорт», 1983. — 392 с.
- Наталья Смирницкая — статистика на сайте Track and Field Statistics  (англ.)